# Estación Pedrera
Pour les articles homonymes, voir Estacion.
Estación Pedrera est une localité uruguayenne du département de Canelones, rattachée à la municipalité de San Jacinto.

## Localisation
Estación Pedrera se situe au centre du département de Canelones sur la route 11, à la jonction de cette dernière avec la route 88. Elle est à 9 kilomètres de la ville de San Jacinto et à 18 kilomètres de celle de Atlántida.

## Population
| Année | Population |
| ----- | ---------- |
| 1985  | 107        |
| 1996  | 140        |
| 2004  | 134        |
| 2011  | 140        |

,

## Source
- (es) Cet article est partiellement ou en totalité issu de l’article de Wikipédia en espagnol intitulé « Estación Pedrera » (voir la liste des auteurs).